# Босх с тобой
«Босх с тобой» — российская музыкальная группа, основанная в 2004 году в Москве. Проект сочетает элементы пост-рока, эмбиента и психоделики, получив признание как в России, так и за рубежом.
Группа возникла как студийный соло-проект Димы Пилота, участника коллектива «Пилоты в Дыму». Дебютный альбом «Птицы и Рыбы» вышел в 2004 году. Для концертной поддержки релиза был сформирован состав с участием музыкантов из «Пилоты в Дыму»: Вадим Маслов (ударные, псевдоним Bad_C), гитарист А. В. и басист Malcolm.

## Состав
- Dima T. Pilot — (основатель, гитара, электроника) - до 2009 года.
- Dima Ch — бас (2008-2009)
- Indol — ударные (2008-2009)

- Bad_C (Вадим Маслов) - ударные (2004-2007)
- Malcolm - бас (2004-2005)
- Bubble - бас (2005-2007)

## Дискография
Альбомы
- Птицы и Рыбы — 2004
- День Здесь / Ночь Здесь — 2005
- Defamiliarisation — 2006
- Dreams that come a Thing Part One …never thought it may seem… — 2007
- Dreams that come a Thing Part Two …As if… — 2007
- Wired Promise to be — 2009

Прочие релизы
- Northern Preludes EP — 2009
- Live in Kharkiv — 2009